# Črnugelj
Črnugelj je priimek več znanih Slovencev:
- Franc Črnugelj - Zorko (1921-2013), partizanski poveljnik, generalmajor JLA in zgodovinopisec
- Martin Črnugelj (*1934), izseljenski delavec v Braziliji, univ. prof.
- Nataša in Anton Črnugelj, kitarista in kitarska pedagoga
- Silva Črnugelj (*1954), knjižničarka in političarka